# Kultiration Is Alive
Kultiration Is Alive är reggaegruppen Kultirations tredje musikalbum. Låtarna spelades in live på I-Ration Records 3 års-kalas kallat "Dans, svett och dårar" och har mixats av Sven Jansson på Helikopter. Albumet släpptes som mp3-album den 26 september 2006.

## Låtlista
1. "Kupade händer"
2. "Utan fotfäste"
3. "Harmoni"
4. "Sadhu / Ur Jord"
5. "Sparkar och slag"
6. "Babylon faller"
7. "Under snön"
8. "Andetag"
9. "En timme kvar att leva"